# Ain (Stern)
Ain (Bayer-Bezeichnung: Epsilon Tauri, abgekürzt ε Tauri) ist ein Stern im Sternbild Stier. Der Name stammt aus arabisch عين, DMG ʿAin ‚Auge‘, oder lateinisch Oculus Borealis, „Auge des Stiers“. Ein weiterer Name ist Koronis (altgriechisch Κορωνις), eine Nymphe der Hyaden der griechischen Mythologie.
Ain gehört der Spektralklasse G9 an und besitzt eine scheinbare Helligkeit von +3,5 mag. Er ist etwa 146 Lichtjahre entfernt und Teil des offenen Sternhaufens der Hyaden. Der Stern befindet sich in einer späten Phase der Entwicklung und ist aktuell ein Red Clump Star.
Der Stern besitzt einen Begleiter 11. Größenklasse in einer Entfernung von 182 Bogensekunden, entsprechend etwa 8600 AE. Die Umlaufzeit dieses Begleiters wird mit etwa 500.000 Jahren angegeben, sofern er überhaupt an Ain gebunden ist.
Ain kann als ekliptiknaher Stern vom Mond und selten auch von Planeten bedeckt werden.
Im Jahr 2007 wurde ein Exoplanet beobachtet, der 2015 den Namen Amateru erhielt und Ain in einer Entfernung von etwa 1,9 AE mit einer Periode von 1,6 Jahren umkreist.